# VCCI协会
VCCI協會，原名情報處理装置等電波障礙自主規制協議會是日本处理电子计算机电磁干扰的民间组织，為一般社团法人，於1985年成立。